# Glen Allen (Misuri)
Glen Allen es un pueblo ubicado en el condado de Bollinger en el estado estadounidense de Misuri. En el Censo de 2010 tenía una población de 85 habitantes y una densidad poblacional de 565,84 personas por km².

## Geografía
Glen Allen se encuentra ubicado en las coordenadas 37°19′1″N 90°1′41″O / 37.31694, -90.02806. Según la Oficina del Censo de los Estados Unidos, Glen Allen tiene una superficie total de 0.15 km², de la cual 0.15 km² corresponden a tierra firme y (1.72%) 0 km² es agua.

## Demografía
Según el censo de 2010, había 85 personas residiendo en Glen Allen. La densidad de población era de 565,84 hab./km². De los 85 habitantes, Glen Allen estaba compuesto por el 96.47% blancos, el 1.18% eran afroamericanos, el 0% eran amerindios, el 0% eran asiáticos, el 0% eran isleños del Pacífico, el 0% eran de otras razas y el 2.35% pertenecían a dos o más razas. Del total de la población el 0% eran hispanos o latinos de cualquier raza.